# Lenzerwische
Lenzerwische è un comune di 462 abitanti del Brandeburgo, in Germania.

Appartiene al circondario (Landkreis) del Prignitz (targa PR) ed è parte della comunità amministrativa (Amt) Lenzen-Elbtalaue.

## Geografia antropica

### Suddivisioni amministrative
Il territorio comunale comprende 7 centri abitati:
- Baarz
- Besandten
- Gaarz
- Kietz
- Mödlich
- Unbesandten
- Wootz